# Лири (коммуна)
Лири́ (фр. Liry) — коммуна во Франции, находится в регионе Шампань — Арденны. Департамент коммуны — Арденны. Входит в состав кантона Монтуа. Округ коммуны — Вузье.
Код INSEE коммуны — 08256.
Коммуна расположена приблизительно в 180 км к востоку от Парижа, в 45 км северо-восточнее Шалон-ан-Шампани, в 55 км к югу от Шарлевиль-Мезьера.

## Население
Население коммуны на 2008 год составляло 107 человек.
| 1962 | 1968 | 1975 | 1982 | 1990 | 1999 | 2008 |
| ---- | ---- | ---- | ---- | ---- | ---- | ---- |
| 109  | 145  | 119  | 119  | 106  | 96   | 107  |

## Экономика
В 2007 году среди 60 человек в трудоспособном возрасте (15—64 лет) 41 были экономически активными, 19 — неактивными (показатель активности — 68,3 %, в 1999 году было 67,3 %). Из 41 активных работали 37 человек (21 мужчина и 16 женщин), безработных было 4 (1 мужчина и 3 женщины). Среди 19 неактивных 5 человек были учениками или студентами, 8 — пенсионерами, 6 были неактивными по другим причинам.

## Фотогалерея

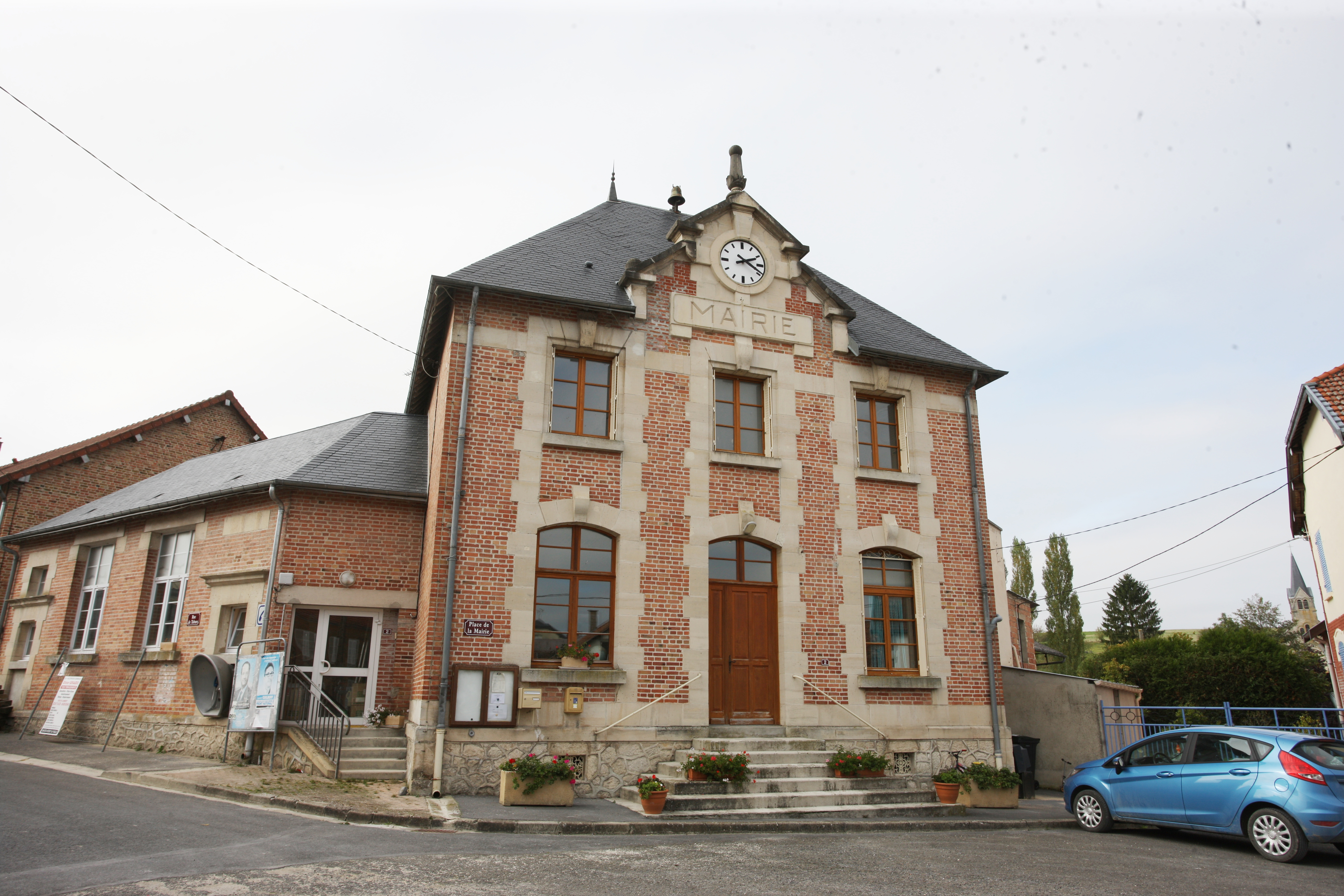
Мэрия
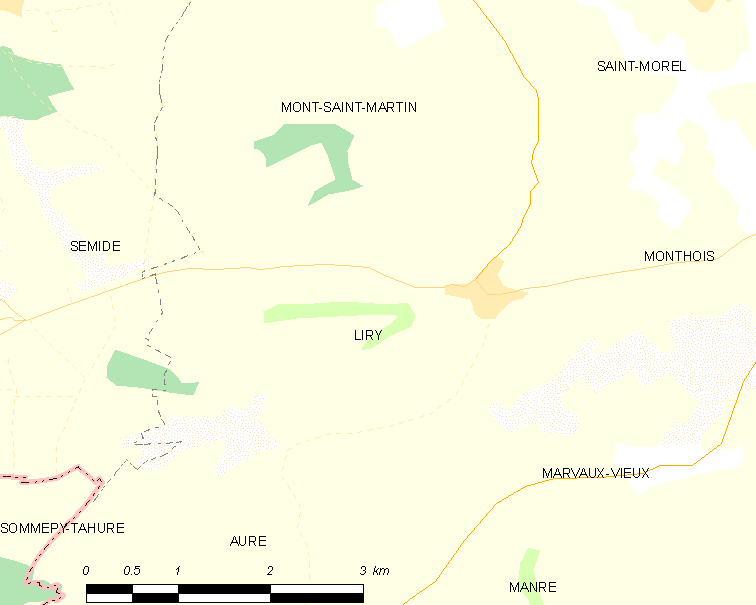
Карта коммуны